# Biodiversité en France
La biodiversité en France est constituée d'un grand nombre d'écosystèmes qui hébergent une grande part de la biodiversité européenne en France métropolitaine, auquel se rajoute la grande diversité biologique dans les collectivités d'outre-mer et dans son domaine maritime.
La France métropolitaine est concernée par 4 des 6 zones biogéographiques répertoriées au sein de l'Union européenne (zones dites atlantique, continentale, méditerranéenne, alpine). Ceci en fait le pays le plus diversifié d'Europe en matière d'écologie du paysage. De plus, plusieurs points chauds de biodiversité se situent sur le territoire français en outre-mer et, globalement, les collectivités d'outre-mer présentent un nombre d'espèces bien plus importants pour tous les groupes taxonomiques par rapport à la France métropolitaine. Enfin, le domaine maritime français est le 2e plus important au monde. Par ces enjeux, la France a donc une responsabilité particulièrement importante en termes de protection de la nature et de patrimoine naturel.
Depuis 2004, la gestion de la biodiversité en France est encadrée par la stratégie nationale pour la biodiversité qui s'inscrit elle-même dans les objectifs fixés par la convention sur la diversité biologique. À partir de 2014, dans le cadre de la simplification administrative et de la mise en œuvre de la stratégie nationale, les parlementaires ont débattu du projet de loi sur la biodiversité  qui a notamment intégré la création d'une Agence française pour la biodiversité. Il existe aussi un Centre d'échange français pour la Convention sur la diversité biologique (CHM) promouvant la coopération scientifique et technique entre les parties à la convention et qui facilite l'accès à l'information sur la diversité biologique dans le monde.

## Gouvernance

### Historique
En France, la  biodiversité  est  encadrée  par  la  stratégie nationale pour la biodiversité (SNB) qui  fixe  les  grands  objectifs  nationaux  en  matière  de  biodiversité  à destination de tous les acteurs de la société civile. Ces objectifs s’inscrivent eux-mêmes dans les objectifs de la convention sur la diversité biologique. Instaurée en 2004, la SNB termine sa première phase en 2010 et est mis à jour l’année suivante avec des objectifs pour la décennie suivante (2011-2020).
La biodiversité a également tenu un rôle central dans les discussions du Grenelle Environnement en 2007-2008 ce qui aboutit à plusieurs mesures, notamment le projet de restauration des continuités écologiques à travers la trame verte et bleue (TVB). À la suite de cela, le Schéma régional de cohérence écologique (SRCE) a été créé afin de garantir une cohérence dans les actions en faveur de la biodiversité au sein de chaque région et comme appui dans la construction de la TVB. 
Contrairement à la plupart des pays développés, la politique française en matière de biodiversité n'est pas pilotée de manière centralisée. De nombreux organismes sont financés ou agréés par l’État pour participer à la préservation de la biodiversité. En 2011, on en dénombrait 45 auxquels se rajoutent 45 parcs naturels régionaux, 164 réserves naturelles nationales, 160 réserves naturelles régionales, 21 conservatoires régionaux des espaces naturels et 8 conservatoires départementaux.
En 2012, la conférence environnementale organisée par l'État aboutit à différentes mesures sur la biodiversité. Il est notamment prévu une loi-cadre sur la biodiversité, ainsi que la création d'une agence nationale de la biodiversité.
Le 26 mars 2014, le Conseil des ministres a examiné un projet de loi relatif à la biodiversité (72 articles articulés autour de " 6 mesures phares ") encourageant une prise en compte globale et améliorée de la biodiversité qui « nous soigne, nous  nourrit, nous habille... elle est partout, indispensable à notre vie quotidienne », créer une Agence française pour la biodiversité, vise à redistribuer plus équitablement les bénéfices issus de découvertes prenant racine dans la diversité biologique, vise à mieux protéger le cycle biologique de certaines espèces (de poissons notamment) et à mieux lutter contre le braconnage et la biopiraterie, toute en donnant un nouveau sens au paysage dans les projets de développement et d'aménagement et via la Charte européenne du paysage. 

Ce projet reconnait que la biodiversité est une « richesse patrimoniale et moteur économique, est menacée par la surexploitation, la destruction et la fragmentation des habitats, l’introduction d’espèces envahissantes, et les pollutions », que la législation existante n'a pas suffi à la protéger et qu'« une vision dynamique des écosystèmes, ainsi que le concept de solidarité écologique » doivent être intégrés dans le droit de l'environnement. 
La protection des espaces naturels et des espèces sauvages doit être modernisée « en supprimant des dispositifs devenus obsolètes et en simplifiant certaines procédures. L’action des parcs naturels régionaux et du Conservatoire du littoral est facilitée. Les moyens de protéger et de valoriser les milieux marins sont renforcés. Le projet de loi ouvre notamment la voie au développement d’activités en mer, au-delà du domaine public maritime, et sécurise également l’activité de pêche dans des zones sensibles ».
Il s'agit aussi d'appliquer le protocole de Nagoya et respecter le règlement communautaire qui régira, dans toute l'Europe les conditions d’utilisation des ressources génétiques.
En septembre 2020, le Conseil d'analyse économique (CAE) constate que « les indicateurs convergent sur l'effondrement de la biodiversité » mais que les politiques publiques de préservation sont décevantes : les moyens manquent, les incitations fiscales à la protection de l'environnement sont faibles, voire dommageables, et la gouvernance à revoir. Le CAE préconise d'intégrer réellement les actifs liés à la biodiversité, le « capital nature », dans les comptes des entreprises, et de valoriser les efforts via un système incitatif d'aides publiques. Il recommande de généraliser l'obligation de compensation des atteintes prévisibles à la biodiversité à toutes les opérations d'aménagement, en s'appuyant notamment sur des crédits transférables qui seraient conditionnés à des engagements de long terme. Il suggère de réorienter les budgets agricoles vers des contrats de conservation rémunérateurs, de réviser la fiscalité pour une meilleure utilisation des sols, et de mieux réguler les échanges internationaux, à commencer par les inspections sanitaires, avec une coordination à l'échelle européenne. La biodiversité ne représente que 5 % des crédits accordés à la transition écologique et la protection des espaces naturels 3 %. Le secteur privé fait encore moins bien. Selon le CAE, le plan de relance « donne une opportunité inédite » d'investir davantage, par exemple pour des projets de renaturation de rivières, de haies, de zones humides tampon, de plantations diversifiées et des projets d'ingénierie écologique.

### La gouvernance organisée par la loi sur la reconquête de le diversité, de la nature et des paysages
La loi du 8 août 2016   comporte un titre II intitulé "gouvernance de la biodiversité". Celle-ci est explicitée dans les articles 13 à 17,  il est suivi par le titre III "Agence Française de la biodiversité ".
Le Conseil National de la Chasse et de la Faune Sauvage (CNCFS) :préalablement à la description des institutions relatives à la biodiversité, le premier organe énoncé dans la loi (article 13) est le Conseil National de la Chasse et de la Faune Sauvage. Le rôle de celui est d'être consulté sur toutes les politiques qui ont une conséquence directe ou indirects sur la chasse ; "le Conseil national de la chasse et de la faune sauvage exerce une fonction consultative auprès des ministres chargés respectivement de la chasse et de l'agriculture. Il se prononce sur l'ensemble des textes relatifs à l'exercice de la chasse et la gestion de la faune sauvage, et à la protection de la nature lorsqu'ils ont une incidence directe ou indirecte sur l'exercice de la chasse." . Cette disposition n'était pas prévu lors du projet de loi. C'est le sénat qui l'a introduite par amendement ; celui-ci il a été validé par l'Assemblée Nationale, bien qu'il y ait eu un débat portant sur la pertinence de maintenir l'existence même de ce Conseil.
Le Comité national de la biodiversité : il est une instance d'information et d'échanges pouvant être consultée par le gouvernement sur tout sujet relatif à la biodiversité : "Il peut être consulté par le Gouvernement sur tout sujet relatif à la biodiversité ou ayant un effet notable sur celle-ci. Il peut également se saisir d'office." 
Le champ de compétence, la composition du conseil et les modalités de son fonctionnement seront précisés par décret. en Conseil d'État. La loi donne cependant un cadrage :  sur la composition du conseil : "Le Comité national de la biodiversité est composé de représentants des collectivités territoriales et de leurs groupements, des établissements publics nationaux œuvrant dans le champ de la biodiversité, des organismes socio-professionnels concernés, des propriétaires fonciers, des usagers de la nature, des associations, organismes ou fondations œuvrant pour la préservation de la biodiversité et des gestionnaires d'espaces naturels, de scientifiques ou de représentants d'organismes de recherche et de personnalités qualifiées.  La composition du comité assure la représentation de chaque département et collectivité d'outre-mer, en tenant compte, notamment, de la richesse de leur biodiversité".
Le Conseil national de la protection de la nature  (CNPN) ; il a pour mission d'apporter, une expertise scientifique et technique. La loi précise qu'"il peut être consulté sur les projets de loi, d'ordonnance et de décret concernant ses domaines de compétence et les travaux scientifiques et techniques y afférents". 
Un décret en Conseil d'État précisera les compétences, les modalités de fonctionnement et la composition du Conseil national de la protection de la nature, ainsi que les conditions dans lesquelles sa composition concourt à une représentation équilibrée des femmes et des hommes.
La loi indique qu'un sujet peut être soumis aux deux instances (Comité National et CNPN) et que, dans ce cas,  "s'ils sont saisis d'un même projet, les deux instances rendent chacune un avis, qui est rendu public".  
L'Agence Française pour la Biodiversité  (AFB)
À compter de 2018, seules les agences de l'eau financeront l'Agence française pour la biodiversité.

## Inventaires et suivis nationaux
Selon le l'Inventaire national du patrimoine naturel (INPN) porté par le Muséum national d'histoire naturelle, 186 000 espèces françaises, outremer compris, sont inventoriées en 2019 dans le référentiel TaxRef v13 (référentiel national de la taxonomie française, 13e  version).
Depuis 2007, le Système d’information sur la nature et les paysages (SINP) organise la structuration des données sur le  patrimoine naturel français. L'Observatoire national de la biodiversité (ONB) est chargé d'évaluer l'état de la biodiversité en produisant des indicateurs qualitatifs et quantitatifs fiables.
Inscrit dans le SINP, l'Inventaire national du patrimoine naturel (INPN) synthétise toute la connaissance produite sur le patrimoine naturel français depuis 2003, en collaboration avec l'État, les scientifiques, les collectivités territoriales, les naturalistes et les associations de protection de la nature.

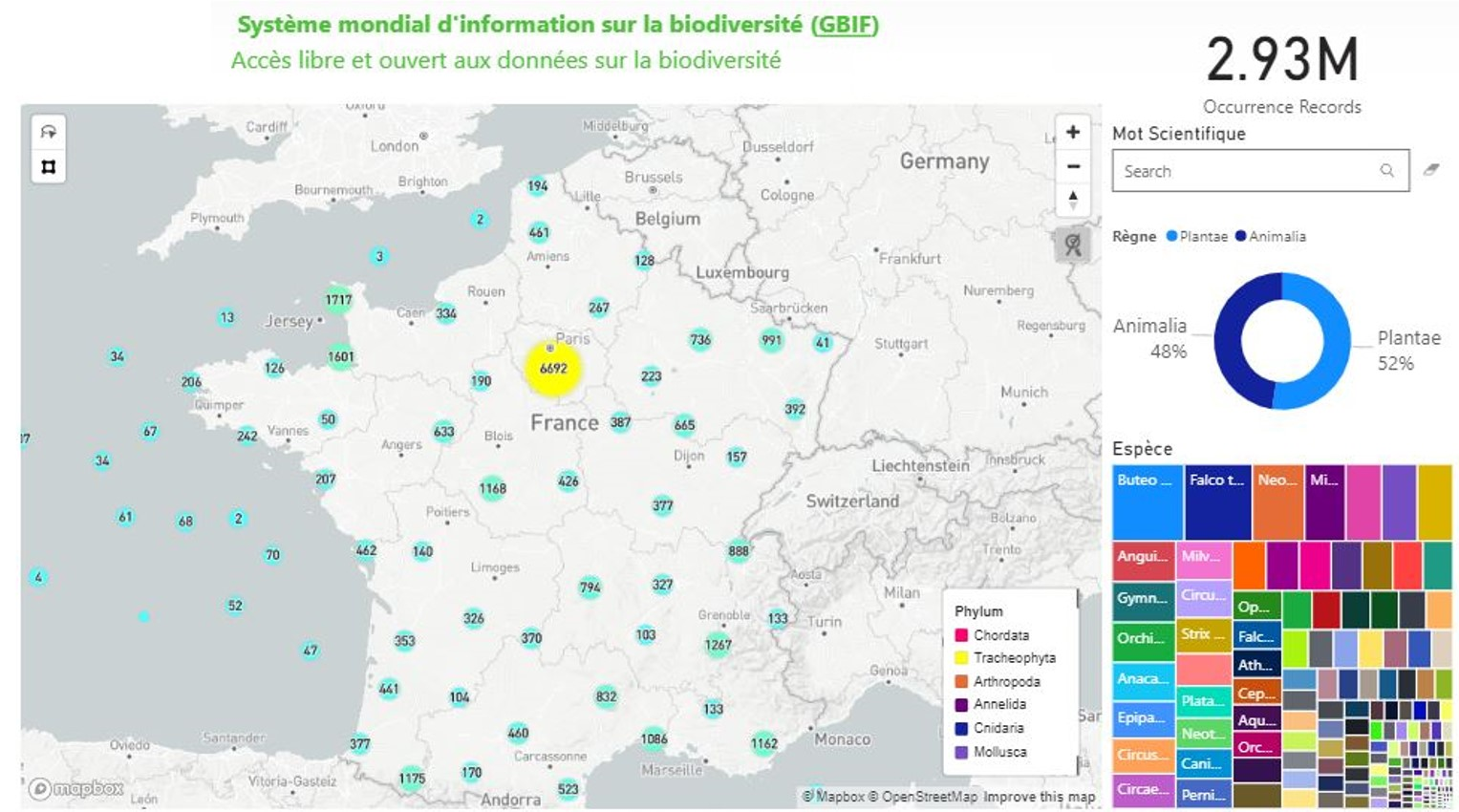
Inventaire du GBIF France

La France est également membre du Système mondial d'information sur la biodiversité (GBIF) et, à travers le GBIF France au sein de l'équipe de l'UMS PatriNat (AFB, CNRS, MNHN) ,s'engage à promouvoir un accès libre et ouvert aux données sur la biodiversité. 
Créée en 2008, la Fondation pour la recherche pour la biodiversité vise à mobiliser et à coordonner l’ensemble des acteurs de la biodiversité et diffuser et valoriser les travaux de recherche français sur le sujet. En 2010, elle lance le Centre de synthèse et d'analyse sur la biodiversité (CESAB) afin de mutualiser plus efficacement les travaux et les compétences des scientifiques.
Selon un état des lieux établi en 2019 par un rapport de la Liste rouge nationale des espèces menacées en France métropolitaine, sur les 4 982 espèces de plantes indigènes recensées, 742 espèces (dont 63 espècesendémiques) sont menacées, 321 quasi menacées, ce qui correspond à 15 % de la flore vasculaire, 22 espèces ont disparu de métropole et 2 se sont totalement éteintes (violette de Cry et carline à gomme). Les causes de cette perte de biodiversité sont l'artificialisation des terres, l'agriculture intensive, la dégradation et la destruction des habitats naturels.

## État de conservation
Dans le cadre de la directive habitats, tous les états-membres ont mené une première évaluation de l’état de conservation des habitats et espèces parmi les plus menacés d'Europe, couvrant la période 2001-2006. Cette évaluation a révélé une situation préoccupante pour la France puisque, parmi les habitats et les espèces concernés, seulement un habitat sur six et une espèce sur cinq étaient en bon état de conservation.
En 2012, l'Afnor publie la première norme française sur les projets de génie écologique, NF X10-900.
Selon l’Observatoire national de la biodiversité, 30 % des populations d'oiseaux des champs ont disparu entre 1989 et 2017.